# Cristian Karlikowski
Cristian Karlikowski (ur. 1 czerwca 1984) – argentyński zapaśnik walczący w stylu wolnym. Zajął piąte miejsce na mistrzostwach panamerykańskich w 2019 i 2022. Wicemistrz Ameryki Południowej w 2017, a trzeci w 2015 roku. 
Od 2012 także zawodnik mieszanych sztuk walki (MMA) wagi lekkiej.
Jego dziadek był Polakiem.

## Lista walk MMA
| Wynik     | Bilans | Przeciwnik (bilans przed walką) | Rozstrzygnięcie                             | Runda | Czas | Rozgrywki                              | Data       | Miejsce       | Uwagi                             |
| --------- | ------ | ------------------------------- | ------------------------------------------- | ----- | ---- | -------------------------------------- | ---------- | ------------- | --------------------------------- |
| Wygrana   | 6-1    | David Epullan (3-1)             | Decyzja (jednogłośna)                       | 3     | 5:00 | El Juicio Final                        | 19.10.2016 | Puerto Madryn |                                   |
| Wygrana   | 5-1    | Miguel Mancuso (3-5)            | Poddanie (skrętówka)                        | 1     | 0:50 | Espartaco MMA 1                        | 18.07.2015 | Buenos Aires  | Walka w umownym limicie -65,8 kg. |
| Wygrana   | 4-1    | Gustavo Allende (1-1)           | Decyzja (jednogłośna)                       | 3     | 5:00 | Dojo Serpiente - Club de la Pelea 2    | 07.09.2014 | Buenos Aires  |                                   |
| Wygrana   | 3-1    | Gabriel Soule (8-7)             | Decyzja (jednogłośna)                       | 3     | 5:00 | Dojo Serpiente - Club de la Pelea      | 01.12.2013 | Buenos Aires  |                                   |
| Przegrana | 2-1    | Fernando Martinez (11-10)       | Decyzja (jednogłośna)                       | 3     | 5:00 | Total Fighting Argentina               | 27.07.2013 | Mendoza       |                                   |
| Wygrana   | 2-0    | Nahuel Murialdo Russo (0-0)     | Poddanie (dźwignia prosta na staw łokciowy) | 3     | 3:11 | MRWF - Mixed Real World Fighters 2     | 16.06.2013 | Caleta Olivia |                                   |
| Wygrana   | 1-0    | Roberto Saldivar (2-1)          | Poddanie (skrętówka)                        | ?     | ?    | Night Force MMA - Argentina vs. Brazil | 12.08.2012 | Mar del Plata | Debiut w MMA                      |